# Town and Country (Missouri)
Town and Country és una població dels Estats Units a l'estat de Missouri. Segons el cens del 2000 tenia 10.894 habitants.

## Demografia
Segons el cens del 2000, Town and Country tenia 10.894 habitants, 3.593 habitatges, i 2.849 famílies. La densitat de població era de 354,1 habitants per km².
Dels 3.593 habitatges en un 33,6% hi vivien nens de menys de 18 anys, en un 74% hi vivien parelles casades, en un 4,1% dones solteres, i en un 20,7% no eren unitats familiars. En el 18,7% dels habitatges hi vivien persones soles el 10,6% de les quals corresponia a persones de 65 anys o més que vivien soles. El nombre mitjà de persones vivint en cada habitatge era de 2,69 i el nombre mitjà de persones que vivien en cada família era de 3,08.
Per edats la població es repartia de la següent manera: un 22,8% tenia menys de 18 anys, un 7,3% entre 18 i 24, un 16,9% entre 25 i 44, un 31,1% de 45 a 60 i un 21,8% 65 anys o més.
L'edat mediana era de 47 anys. Per cada 100 dones de 18 o més anys hi havia 81,5 homes.
La renda mediana per habitatge era de 139.967 $ i la renda mediana per família de 167.875 $. Els homes tenien una renda mediana de 100.000 $ mentre que les dones 41.691 $. La renda per capita de la població era de 69.347 $. Entorn de l'1,4% de les famílies i el 2,5% de la població estaven per davall del llindar de pobresa.

## Poblacions més properes
El següent diagrama mostra les poblacions més properes.